# Élections générales albertaines de 1963
L'élection générale albertaine de 1963 eut lieu le 17 juin 1963 afin d'élire les députés de l'Assemblée législative de l'Alberta.

## Résultats
| Parti                      | Parti                             | Chef                              | # de candidats | Sièges | Sièges | Sièges  | Voix    | Voix    | Voix    |
| Parti                      | Parti                             | Chef                              | # de candidats | 1959   | Élus   | % Diff. | #       | %       | % Diff. |
| -------------------------- | --------------------------------- | --------------------------------- | -------------- | ------ | ------ | ------- | ------- | ------- | ------- |
|                            | Crédit social                     |                                   | 63             | 61     | 60     |         | 221 107 | 54,81 % |         |
|                            | Libéral                           |                                   | 55             | 1      | 2      | +100 %  | 79 709  | 19,76 % |         |
|                            | Coalition                         |                                   | 1              | 1      | 1      | -       | 2 179   | 0,54 %  |         |
|                            | Progressiste-conservateur         |                                   | 33             | 1      | -      | -100 %  | 51 278  | 12,71 % |         |
|                            | Nouveau Parti démocratique        |                                   | 56             | -      | -      | -       | 38 133  | 9,45 %  |         |
|                            | Indépendant                       | Indépendant                       | 3              | -      | -      | -       | 3 966   | 0,98 %  |         |
|                            | Crédit social indépendant         | Crédit social indépendant         | 6              | 1      | -      | -100 %  | 3 178   | 0,79 %  |         |
|                            | Alberta Unity Movement            |                                   | 3              | *      | -      | *       | 2 233   | 0,55 %  | *       |
|                            | Progressiste-conservateur-libéral | Progressiste-conservateur-libéral | 1              | *      | -      | *       | 1 134   | 0,28 %  | *       |
|                            | Communiste                        |                                   | 4              | -      | -      | -       | 527     | 0,13 %  |         |
| Total                      | Total                             | Total                             | 225            | 65     | 63     |         | 403 444 | 100 %   |         |
| Source : Elections Alberta |                                   |                                   |                |        |        |         |         |         |         |

Notes :
* N'a pas présenté de candidats lors de l'élection précédente